# ZLM Tour 2022
La 33e édition du ZLM Tour, une course cycliste de cinq étapes, a lieu du 8 au 12 juin 2022 aux Pays-Bas. Elle fait partie du calendrier UCI ProSeries 2022 en catégorie 2.Pro. La course avait été annulée en 2020 et 2021 en raison de la pandémie de Covid-19.

## Étapes
La course se compose de cinq étapes en ligne. Les deux premières étapes parcourent la Zélande et les deux dernières empruntent les routes du Brabant-Septentrional. Ces quatre étapes sont relativement plates. La troisième étape, un peu plus vallonnée, se déroule dans le Limbourg néerlandais.
| Étape     | Date    | Villes étapes        | type            | Distance (km) | Dénivelé (m) | Vainqueur d'étape | Leader du classement général |
| --------- | ------- | -------------------- | --------------- | ------------- | ------------ | ----------------- | ---------------------------- |
| 1re étape | 8 juin  | Kapelle – Kapelle    | étape de plaine | 100,9         | 175 m        | Olav Kooij        | Olav Kooij                   |
| 2e étape  | 9 juin  | Veere – Goes         | étape de plaine | 183,2         | 103 m        | Olav Kooij        | Olav Kooij                   |
| 3e étape  | 10 juin | Heythuysen – Buchten | étape de plaine | 192,5         | 1 247 m      | Jakub Mareczko    | Olav Kooij                   |
| 4e étape  | 11 juin | Rucphen – Mierlo     | étape de plaine | 196,5         | 204 m        | Timothy Dupont    | Olav Kooij                   |
| 5e étape  | 12 juin | Made – Rijsbergen    | étape de plaine | 160,5         | 113 m        | Olav Kooij        | Olav Kooij                   |

## Équipes
| WorldTeams (3)- Jumbo-Visma - Ineos Grenadiers - Team DSM ProTeams (5)- Alpecin-Fenix - Bingoal Pauwels Sauces WB - Burgos-BH - Human Powered Health - Sport Vlaanderen-Baloise Équipes continentales (9)- À Bloc CT - Allinq Continental Cycling Team - BEAT Cycling - Metec-Solarwatt p/b Mantel - VolkerWessels Cycling Team - Bike Aid - Riwal - Tarteletto-Isorex - EvoPro Racing Équipe nationale- Pays-Bas |
| |

## Déroulement de la course

### 1reétape
| \| Classement de l'étape \| Classement de l'étape \| Classement de l'étape \| Classement de l'étape \| Classement de l'étape \| \| Coureur \| Coureur \| Pays \| Équipe \| Temps \| \| --------------------- \| ------------------------- \| --------------------- \| -------------------------- \| --------------------- \| \| 1er \| Olav Kooij \| Pays-Bas \| Jumbo-Visma \| 2 h 08 min 27 s \| \| 2e \| Jakub Mareczko \| Italie \| Alpecin-Fenix \| + 0 s \| \| 3e \| Elia Viviani \| Italie \| Ineos Grenadiers \| + 0 s \| \| 4e \| Sam Welsford \| Australie \| Team DSM \| + 0 s \| \| 5e \| Arvid de Kleijn \| Pays-Bas \| Human Powered Health \| + 0 s \| \| 6e \| Bram Welten \| Pays-Bas \| Groupama-FDJ \| + 0 s \| \| 7e \| Alexander Salby \| Danemark \| Riwal Cycling Team \| + 0 s \| \| 8e \| Daan van Sintmaartensdijk \| Pays-Bas \| VolkerWessels Cycling Team \| + 0 s \| \| 9e \| Tim van Dijke \| Pays-Bas \| Jumbo-Visma \| + 0 s \| \| 10e \| Joren Bloem \| Pays-Bas \| À Bloc CT \| + 0 s \| |                           |           |                            |                 |
| |                           |           |                            |                 |
| Source : ProCyclingStats |                           |           |                            |                 |
| Classement de l'étape |                           |           |                            |                 |
| Coureur | Coureur                   | Pays      | Équipe                     | Temps           |
| 1er | Olav Kooij                | Pays-Bas  | Jumbo-Visma                | 2 h 08 min 27 s |
| 2e | Jakub Mareczko            | Italie    | Alpecin-Fenix              | + 0 s           |
| 3e | Elia Viviani              | Italie    | Ineos Grenadiers           | + 0 s           |
| 4e | Sam Welsford              | Australie | Team DSM                   | + 0 s           |
| 5e | Arvid de Kleijn           | Pays-Bas  | Human Powered Health       | + 0 s           |
| 6e | Bram Welten               | Pays-Bas  | Groupama-FDJ               | + 0 s           |
| 7e | Alexander Salby           | Danemark  | Riwal Cycling Team         | + 0 s           |
| 8e | Daan van Sintmaartensdijk | Pays-Bas  | VolkerWessels Cycling Team | + 0 s           |
| 9e | Tim van Dijke             | Pays-Bas  | Jumbo-Visma                | + 0 s           |
| 10e | Joren Bloem               | Pays-Bas  | À Bloc CT                  | + 0 s           |

| \| Classement général \| Classement général \| Classement général \| Classement général \| Classement général \| \| Coureur \| Coureur \| Pays \| Équipe \| Temps \| \| ------------------ \| ------------------ \| ------------------ \| ------------------------------- \| ------------------ \| \| 1er \| Olav Kooij \| Pays-Bas \| Jumbo-Visma \| 2 h 08 min 18 s \| \| 2e \| Jakub Mareczko \| Italie \| Alpecin-Fenix \| + 4 s \| \| 3e \| Aaron Van Poucke \| Belgique \| Sport Vlaanderen-Baloise \| + 5 s \| \| 4e \| Elia Viviani \| Italie \| Ineos Grenadiers \| + 6 s \| \| 5e \| Arne Peters \| Pays-Bas \| Allinq Continental Cycling Team \| + 6 s \| \| 6e \| Sam Welsford \| Australie \| Team DSM \| + 7 s \| \| 7e \| Ben Turner \| Royaume-Uni \| Ineos Grenadiers \| + 8 s \| \| 8e \| Wesley Mol \| Pays-Bas \| Bike Aid \| + 8 s \| \| 9e \| Tim van Dijke \| Pays-Bas \| Jumbo-Visma \| + 9 s \| \| 10e \| Thijs de Lange \| Pays-Bas \| Metec-Solarwatt p/b Mantel \| + 9 s \| |                  |             |                                 |                 |
| |                  |             |                                 |                 |
| Source : ProCyclingStats |                  |             |                                 |                 |
| Classement général |                  |             |                                 |                 |
| Coureur | Coureur          | Pays        | Équipe                          | Temps           |
| 1er | Olav Kooij       | Pays-Bas    | Jumbo-Visma                     | 2 h 08 min 18 s |
| 2e | Jakub Mareczko   | Italie      | Alpecin-Fenix                   | + 4 s           |
| 3e | Aaron Van Poucke | Belgique    | Sport Vlaanderen-Baloise        | + 5 s           |
| 4e | Elia Viviani     | Italie      | Ineos Grenadiers                | + 6 s           |
| 5e | Arne Peters      | Pays-Bas    | Allinq Continental Cycling Team | + 6 s           |
| 6e | Sam Welsford     | Australie   | Team DSM                        | + 7 s           |
| 7e | Ben Turner       | Royaume-Uni | Ineos Grenadiers                | + 8 s           |
| 8e | Wesley Mol       | Pays-Bas    | Bike Aid                        | + 8 s           |
| 9e | Tim van Dijke    | Pays-Bas    | Jumbo-Visma                     | + 9 s           |
| 10e | Thijs de Lange   | Pays-Bas    | Metec-Solarwatt p/b Mantel      | + 9 s           |

### 2eétape
| \| Classement de l'étape \| Classement de l'étape \| Classement de l'étape \| Classement de l'étape \| Classement de l'étape \| \| Coureur \| Coureur \| Pays \| Équipe \| Temps \| \| --------------------- \| --------------------- \| --------------------- \| ------------------------- \| --------------------- \| \| 1er \| Olav Kooij \| Pays-Bas \| Jumbo-Visma \| 3 h 45 min 38 s \| \| 2e \| Elia Viviani \| Italie \| Ineos Grenadiers \| + 0 s \| \| 3e \| Aaron Van Poucke \| Belgique \| Sport Vlaanderen-Baloise \| + 0 s \| \| 4e \| Arvid de Kleijn \| Pays-Bas \| Human Powered Health \| + 0 s \| \| 5e \| Tomáš Kopecký \| Tchéquie \| À Bloc CT \| + 0 s \| \| 6e \| Karl Patrick Lauk \| Estonie \| Bingoal Pauwels Sauces WB \| + 0 s \| \| 7e \| Jan-Willem van Schip \| Pays-Bas \| BEAT Cycling \| + 0 s \| \| 8e \| Cériel Desal \| Belgique \| Bingoal Pauwels Sauces WB \| + 0 s \| \| 9e \| Ben Turner \| Royaume-Uni \| Ineos Grenadiers \| + 0 s \| \| 10e \| Mick van Dijke \| Pays-Bas \| Jumbo-Visma \| + 0 s \| |                      |             |                           |                 |
| |                      |             |                           |                 |
| Source : ProCyclingStats |                      |             |                           |                 |
| Classement de l'étape |                      |             |                           |                 |
| Coureur | Coureur              | Pays        | Équipe                    | Temps           |
| 1er | Olav Kooij           | Pays-Bas    | Jumbo-Visma               | 3 h 45 min 38 s |
| 2e | Elia Viviani         | Italie      | Ineos Grenadiers          | + 0 s           |
| 3e | Aaron Van Poucke     | Belgique    | Sport Vlaanderen-Baloise  | + 0 s           |
| 4e | Arvid de Kleijn      | Pays-Bas    | Human Powered Health      | + 0 s           |
| 5e | Tomáš Kopecký        | Tchéquie    | À Bloc CT                 | + 0 s           |
| 6e | Karl Patrick Lauk    | Estonie     | Bingoal Pauwels Sauces WB | + 0 s           |
| 7e | Jan-Willem van Schip | Pays-Bas    | BEAT Cycling              | + 0 s           |
| 8e | Cériel Desal         | Belgique    | Bingoal Pauwels Sauces WB | + 0 s           |
| 9e | Ben Turner           | Royaume-Uni | Ineos Grenadiers          | + 0 s           |
| 10e | Mick van Dijke       | Pays-Bas    | Jumbo-Visma               | + 0 s           |

| \| Classement général \| Classement général \| Classement général \| Classement général \| Classement général \| \| Coureur \| Coureur \| Pays \| Équipe \| Temps \| \| ------------------ \| -------------------- \| ------------------ \| -------------------------- \| ------------------ \| \| 1er \| Olav Kooij \| Pays-Bas \| Jumbo-Visma \| 5 h 53 min 43 s \| \| 2e \| Elia Viviani \| Italie \| Ineos Grenadiers \| + 9 s \| \| 3e \| Aaron Van Poucke \| Belgique \| Sport Vlaanderen-Baloise \| + 12 s \| \| 4e \| Jakub Mareczko \| Italie \| Alpecin-Fenix \| + 16 s \| \| 5e \| Karl Patrick Lauk \| Estonie \| Bingoal Pauwels Sauces WB \| + 19 s \| \| 6e \| Ben Turner \| Royaume-Uni \| Ineos Grenadiers \| + 20 s \| \| 7e \| Thijs de Lange \| Pays-Bas \| Metec-Solarwatt p/b Mantel \| + 21 s \| \| 8e \| Arvid de Kleijn \| Pays-Bas \| Human Powered Health \| + 22 s \| \| 9e \| Tomáš Kopecký \| Tchéquie \| À Bloc CT \| + 22 s \| \| 10e \| Jan-Willem van Schip \| Pays-Bas \| BEAT Cycling \| + 22 s \| |                      |             |                            |                 |
| |                      |             |                            |                 |
| Source : ProCyclingStats |                      |             |                            |                 |
| Classement général |                      |             |                            |                 |
| Coureur | Coureur              | Pays        | Équipe                     | Temps           |
| 1er | Olav Kooij           | Pays-Bas    | Jumbo-Visma                | 5 h 53 min 43 s |
| 2e | Elia Viviani         | Italie      | Ineos Grenadiers           | + 9 s           |
| 3e | Aaron Van Poucke     | Belgique    | Sport Vlaanderen-Baloise   | + 12 s          |
| 4e | Jakub Mareczko       | Italie      | Alpecin-Fenix              | + 16 s          |
| 5e | Karl Patrick Lauk    | Estonie     | Bingoal Pauwels Sauces WB  | + 19 s          |
| 6e | Ben Turner           | Royaume-Uni | Ineos Grenadiers           | + 20 s          |
| 7e | Thijs de Lange       | Pays-Bas    | Metec-Solarwatt p/b Mantel | + 21 s          |
| 8e | Arvid de Kleijn      | Pays-Bas    | Human Powered Health       | + 22 s          |
| 9e | Tomáš Kopecký        | Tchéquie    | À Bloc CT                  | + 22 s          |
| 10e | Jan-Willem van Schip | Pays-Bas    | BEAT Cycling               | + 22 s          |

### 3eétape
| \| Classement de l'étape \| Classement de l'étape \| Classement de l'étape \| Classement de l'étape \| Classement de l'étape \| \| Coureur \| Coureur \| Pays \| Équipe \| Temps \| \| --------------------- \| --------------------- \| --------------------- \| ------------------------ \| --------------------- \| \| 1er \| Jakub Mareczko \| Italie \| Alpecin-Fenix \| 4 h 27 min 36 s \| \| 2e \| Olav Kooij \| Pays-Bas \| Jumbo-Visma \| + 0 s \| \| 3e \| Alexander Salby \| Danemark \| Riwal Cycling Team \| + 0 s \| \| 4e \| Elia Viviani \| Italie \| Ineos Grenadiers \| + 0 s \| \| 5e \| Milan Fretin \| Belgique \| Sport Vlaanderen-Baloise \| + 0 s \| \| 6e \| Sam Welsford \| Australie \| Team DSM \| + 0 s \| \| 7e \| Mick van Dijke \| Pays-Bas \| Jumbo-Visma \| + 0 s \| \| 8e \| Bram Welten \| Pays-Bas \| Groupama-FDJ \| + 0 s \| \| 9e \| Arvid de Kleijn \| Pays-Bas \| Human Powered Health \| + 0 s \| \| 10e \| Yoeri Havik \| Pays-Bas \| BEAT Cycling \| + 0 s \| |                 |           |                          |                 |
| |                 |           |                          |                 |
| Source : ProCyclingStats |                 |           |                          |                 |
| Classement de l'étape |                 |           |                          |                 |
| Coureur | Coureur         | Pays      | Équipe                   | Temps           |
| 1er | Jakub Mareczko  | Italie    | Alpecin-Fenix            | 4 h 27 min 36 s |
| 2e | Olav Kooij      | Pays-Bas  | Jumbo-Visma              | + 0 s           |
| 3e | Alexander Salby | Danemark  | Riwal Cycling Team       | + 0 s           |
| 4e | Elia Viviani    | Italie    | Ineos Grenadiers         | + 0 s           |
| 5e | Milan Fretin    | Belgique  | Sport Vlaanderen-Baloise | + 0 s           |
| 6e | Sam Welsford    | Australie | Team DSM                 | + 0 s           |
| 7e | Mick van Dijke  | Pays-Bas  | Jumbo-Visma              | + 0 s           |
| 8e | Bram Welten     | Pays-Bas  | Groupama-FDJ             | + 0 s           |
| 9e | Arvid de Kleijn | Pays-Bas  | Human Powered Health     | + 0 s           |
| 10e | Yoeri Havik     | Pays-Bas  | BEAT Cycling             | + 0 s           |

| \| Classement général \| Classement général \| Classement général \| Classement général \| Classement général \| \| Coureur \| Coureur \| Pays \| Équipe \| Temps \| \| ------------------ \| -------------------- \| ------------------ \| ------------------------- \| ------------------ \| \| 1er \| Olav Kooij \| Pays-Bas \| Jumbo-Visma \| 10 h 21 min 13 s \| \| 2e \| Jakub Mareczko \| Italie \| Alpecin-Fenix \| + 12 s \| \| 3e \| Elia Viviani \| Italie \| Ineos Grenadiers \| + 15 s \| \| 4e \| Aaron Van Poucke \| Belgique \| Sport Vlaanderen-Baloise \| + 18 s \| \| 5e \| Karl Patrick Lauk \| Estonie \| Bingoal Pauwels Sauces WB \| + 25 s \| \| 6e \| Ben Turner \| Royaume-Uni \| Ineos Grenadiers \| + 26 s \| \| 7e \| Mick van Dijke \| Pays-Bas \| Jumbo-Visma \| + 27 s \| \| 8e \| Arvid de Kleijn \| Pays-Bas \| Human Powered Health \| + 28 s \| \| 9e \| Jan-Willem van Schip \| Pays-Bas \| BEAT Cycling \| + 28 s \| \| 10e \| Tomáš Kopecký \| Tchéquie \| À Bloc CT \| + 28 s \| |                      |             |                           |                  |
| |                      |             |                           |                  |
| Source : ProCyclingStats |                      |             |                           |                  |
| Classement général |                      |             |                           |                  |
| Coureur | Coureur              | Pays        | Équipe                    | Temps            |
| 1er | Olav Kooij           | Pays-Bas    | Jumbo-Visma               | 10 h 21 min 13 s |
| 2e | Jakub Mareczko       | Italie      | Alpecin-Fenix             | + 12 s           |
| 3e | Elia Viviani         | Italie      | Ineos Grenadiers          | + 15 s           |
| 4e | Aaron Van Poucke     | Belgique    | Sport Vlaanderen-Baloise  | + 18 s           |
| 5e | Karl Patrick Lauk    | Estonie     | Bingoal Pauwels Sauces WB | + 25 s           |
| 6e | Ben Turner           | Royaume-Uni | Ineos Grenadiers          | + 26 s           |
| 7e | Mick van Dijke       | Pays-Bas    | Jumbo-Visma               | + 27 s           |
| 8e | Arvid de Kleijn      | Pays-Bas    | Human Powered Health      | + 28 s           |
| 9e | Jan-Willem van Schip | Pays-Bas    | BEAT Cycling              | + 28 s           |
| 10e | Tomáš Kopecký        | Tchéquie    | À Bloc CT                 | + 28 s           |

### 4eétape
| \| Classement de l'étape \| Classement de l'étape \| Classement de l'étape \| Classement de l'étape \| Classement de l'étape \| \| Coureur \| Coureur \| Pays \| Équipe \| Temps \| \| --------------------- \| ------------------------- \| --------------------- \| -------------------------- \| --------------------- \| \| 1er \| Timothy Dupont \| Belgique \| Bingoal Pauwels Sauces WB \| 4 h 12 min 57 s \| \| 2e \| Olav Kooij \| Pays-Bas \| Jumbo-Visma \| + 0 s \| \| 3e \| Elia Viviani \| Italie \| Ineos Grenadiers \| + 0 s \| \| 4e \| Arvid de Kleijn \| Pays-Bas \| Human Powered Health \| + 0 s \| \| 5e \| Alexander Salby \| Danemark \| Riwal Cycling Team \| + 0 s \| \| 6e \| Jakub Mareczko \| Italie \| Alpecin-Fenix \| + 0 s \| \| 7e \| Bram Welten \| Pays-Bas \| Groupama-FDJ \| + 0 s \| \| 8e \| Daan van Sintmaartensdijk \| Pays-Bas \| VolkerWessels Cycling Team \| + 0 s \| \| 9e \| Raymond Kreder \| Pays-Bas \| Team Ukyo \| + 0 s \| \| 10e \| Jesper Rasch \| Pays-Bas \| À Bloc CT \| + 0 s \| |                           |          |                            |                 |
| |                           |          |                            |                 |
| Source : ProCyclingStats |                           |          |                            |                 |
| Classement de l'étape |                           |          |                            |                 |
| Coureur | Coureur                   | Pays     | Équipe                     | Temps           |
| 1er | Timothy Dupont            | Belgique | Bingoal Pauwels Sauces WB  | 4 h 12 min 57 s |
| 2e | Olav Kooij                | Pays-Bas | Jumbo-Visma                | + 0 s           |
| 3e | Elia Viviani              | Italie   | Ineos Grenadiers           | + 0 s           |
| 4e | Arvid de Kleijn           | Pays-Bas | Human Powered Health       | + 0 s           |
| 5e | Alexander Salby           | Danemark | Riwal Cycling Team         | + 0 s           |
| 6e | Jakub Mareczko            | Italie   | Alpecin-Fenix              | + 0 s           |
| 7e | Bram Welten               | Pays-Bas | Groupama-FDJ               | + 0 s           |
| 8e | Daan van Sintmaartensdijk | Pays-Bas | VolkerWessels Cycling Team | + 0 s           |
| 9e | Raymond Kreder            | Pays-Bas | Team Ukyo                  | + 0 s           |
| 10e | Jesper Rasch              | Pays-Bas | À Bloc CT                  | + 0 s           |

| \| Classement général \| Classement général \| Classement général \| Classement général \| Classement général \| \| Coureur \| Coureur \| Pays \| Équipe \| Temps \| \| ------------------ \| -------------------- \| ------------------ \| ------------------------- \| ------------------ \| \| 1er \| Olav Kooij \| Pays-Bas \| Jumbo-Visma \| 14 h 34 min 04 s \| \| 2e \| Elia Viviani \| Italie \| Ineos Grenadiers \| + 17 s \| \| 3e \| Jakub Mareczko \| Italie \| Alpecin-Fenix \| + 18 s \| \| 4e \| Aaron Van Poucke \| Belgique \| Sport Vlaanderen-Baloise \| + 24 s \| \| 5e \| Karl Patrick Lauk \| Estonie \| Bingoal Pauwels Sauces WB \| + 31 s \| \| 6e \| Ben Turner \| Royaume-Uni \| Ineos Grenadiers \| + 32 s \| \| 7e \| Mick van Dijke \| Pays-Bas \| Jumbo-Visma \| + 33 s \| \| 8e \| Arvid de Kleijn \| Pays-Bas \| Human Powered Health \| + 34 s \| \| 9e \| Jan-Willem van Schip \| Pays-Bas \| BEAT Cycling \| + 34 s \| \| 10e \| Tomáš Kopecký \| Tchéquie \| À Bloc CT \| + 34 s \| |                      |             |                           |                  |
| |                      |             |                           |                  |
| Source : ProCyclingStats |                      |             |                           |                  |
| Classement général |                      |             |                           |                  |
| Coureur | Coureur              | Pays        | Équipe                    | Temps            |
| 1er | Olav Kooij           | Pays-Bas    | Jumbo-Visma               | 14 h 34 min 04 s |
| 2e | Elia Viviani         | Italie      | Ineos Grenadiers          | + 17 s           |
| 3e | Jakub Mareczko       | Italie      | Alpecin-Fenix             | + 18 s           |
| 4e | Aaron Van Poucke     | Belgique    | Sport Vlaanderen-Baloise  | + 24 s           |
| 5e | Karl Patrick Lauk    | Estonie     | Bingoal Pauwels Sauces WB | + 31 s           |
| 6e | Ben Turner           | Royaume-Uni | Ineos Grenadiers          | + 32 s           |
| 7e | Mick van Dijke       | Pays-Bas    | Jumbo-Visma               | + 33 s           |
| 8e | Arvid de Kleijn      | Pays-Bas    | Human Powered Health      | + 34 s           |
| 9e | Jan-Willem van Schip | Pays-Bas    | BEAT Cycling              | + 34 s           |
| 10e | Tomáš Kopecký        | Tchéquie    | À Bloc CT                 | + 34 s           |

### 5eétape
| \| Classement de l'étape \| Classement de l'étape \| Classement de l'étape \| Classement de l'étape \| Classement de l'étape \| \| Coureur \| Coureur \| Pays \| Équipe \| Temps \| \| --------------------- \| ------------------------- \| --------------------- \| -------------------------- \| --------------------- \| \| 1er \| Olav Kooij \| Pays-Bas \| Jumbo-Visma \| 3 h 27 min 45 s \| \| 2e \| Alexander Salby \| Danemark \| Riwal Cycling Team \| + 0 s \| \| 3e \| Sam Welsford \| Australie \| Team DSM \| + 0 s \| \| 4e \| Timothy Dupont \| Belgique \| Bingoal Pauwels Sauces WB \| + 0 s \| \| 5e \| Jakub Mareczko \| Italie \| Alpecin-Fenix \| + 0 s \| \| 6e \| Daan van Sintmaartensdijk \| Pays-Bas \| VolkerWessels Cycling Team \| + 0 s \| \| 7e \| Yoeri Havik \| Pays-Bas \| BEAT Cycling \| + 0 s \| \| 8e \| Jan-Willem van Schip \| Pays-Bas \| BEAT Cycling \| + 0 s \| \| 9e \| Bram Welten \| Pays-Bas \| Groupama-FDJ \| + 0 s \| \| 10e \| Magnus Sheffield \| États-Unis \| Ineos Grenadiers \| + 0 s \| |                           |            |                            |                 |
| |                           |            |                            |                 |
| Source : ProCyclingStats |                           |            |                            |                 |
| Classement de l'étape |                           |            |                            |                 |
| Coureur | Coureur                   | Pays       | Équipe                     | Temps           |
| 1er | Olav Kooij                | Pays-Bas   | Jumbo-Visma                | 3 h 27 min 45 s |
| 2e | Alexander Salby           | Danemark   | Riwal Cycling Team         | + 0 s           |
| 3e | Sam Welsford              | Australie  | Team DSM                   | + 0 s           |
| 4e | Timothy Dupont            | Belgique   | Bingoal Pauwels Sauces WB  | + 0 s           |
| 5e | Jakub Mareczko            | Italie     | Alpecin-Fenix              | + 0 s           |
| 6e | Daan van Sintmaartensdijk | Pays-Bas   | VolkerWessels Cycling Team | + 0 s           |
| 7e | Yoeri Havik               | Pays-Bas   | BEAT Cycling               | + 0 s           |
| 8e | Jan-Willem van Schip      | Pays-Bas   | BEAT Cycling               | + 0 s           |
| 9e | Bram Welten               | Pays-Bas   | Groupama-FDJ               | + 0 s           |
| 10e | Magnus Sheffield          | États-Unis | Ineos Grenadiers           | + 0 s           |

## Classements finals

### Classement général final
| \| Classement général \| Classement général \| Classement général \| Classement général \| Classement général \| \| Coureur \| Coureur \| Pays \| Équipe \| Temps \| \| ------------------ \| -------------------- \| ------------------ \| ------------------------- \| ------------------ \| \| 1er \| Olav Kooij \| Pays-Bas \| Jumbo-Visma \| 18 h 01 min 39 s \| \| 2e \| Jakub Mareczko \| Italie \| Alpecin-Fenix \| + 28 s \| \| 3e \| Aaron Van Poucke \| Belgique \| Sport Vlaanderen-Baloise \| + 34 s \| \| 4e \| Karl Patrick Lauk \| Estonie \| Bingoal Pauwels Sauces WB \| + 41 s \| \| 5e \| Ben Turner \| Royaume-Uni \| Ineos Grenadiers \| + 42 s \| \| 6e \| Mick van Dijke \| Pays-Bas \| Jumbo-Visma \| + 43 s \| \| 7e \| Jan-Willem van Schip \| Pays-Bas \| BEAT Cycling \| + 44 s \| \| 8e \| Tomáš Kopecký \| Tchéquie \| À Bloc CT \| + 44 s \| \| 9e \| Tosh Van der Sande \| Belgique \| Jumbo-Visma \| + 44 s \| \| 10e \| Cériel Desal \| Belgique \| Bingoal Pauwels Sauces WB \| + 44 s \| |                      |             |                           |                  |
| |                      |             |                           |                  |
| Source : ProCyclingStats |                      |             |                           |                  |
| Classement général |                      |             |                           |                  |
| Coureur | Coureur              | Pays        | Équipe                    | Temps            |
| 1er | Olav Kooij           | Pays-Bas    | Jumbo-Visma               | 18 h 01 min 39 s |
| 2e | Jakub Mareczko       | Italie      | Alpecin-Fenix             | + 28 s           |
| 3e | Aaron Van Poucke     | Belgique    | Sport Vlaanderen-Baloise  | + 34 s           |
| 4e | Karl Patrick Lauk    | Estonie     | Bingoal Pauwels Sauces WB | + 41 s           |
| 5e | Ben Turner           | Royaume-Uni | Ineos Grenadiers          | + 42 s           |
| 6e | Mick van Dijke       | Pays-Bas    | Jumbo-Visma               | + 43 s           |
| 7e | Jan-Willem van Schip | Pays-Bas    | BEAT Cycling              | + 44 s           |
| 8e | Tomáš Kopecký        | Tchéquie    | À Bloc CT                 | + 44 s           |
| 9e | Tosh Van der Sande   | Belgique    | Jumbo-Visma               | + 44 s           |
| 10e | Cériel Desal         | Belgique    | Bingoal Pauwels Sauces WB | + 44 s           |